# Mellissa de Marcianòpolis
Melissa de Marcianòpolis (Brescia, 28 de febrer de 126 — Tràcia, 16 de setembre de 157) va ser una cristiana i màrtir del segle ii, arrestada i executada durant el govern d’Antoní Pius per haver-se negat a oferir sacrificis als déus romans.. Durant el seu judici, les estàtues paganes van caure, fet que va provocar conversions i la seva tortura i decapitació. El seu cos va ser portat cap a Macedònia, però va naufragar i va ser enterrada a Lemnos; posteriorment, les seves relíquies es van traslladar a Constantinoble.

## Llegenda
Mellissa, cristiana devota originària de la regió de Brescia, a Itàlia, va ser enviada com a missionera a Tràcia durant el regnat d’Antoní Pius. Allà, sota el govern del perseguidor Antíoc, la seva predicació va convertir molts pagans, fet que va provocar la seva presó. Dotada de dons miraculosos, va destruir ídols d’Apol·lo i Hèrcules, provocant escàndol i intensificant la ira de les autoritats. En negar-se a renunciar a la fe cristiana, va ser entregada a l’esposa d’Antíoc i a dones influents que van intentar, en va, fer-la abandonar la seva creença. La temptativa de fer-la renunciar a la fe va fracassar. Mellissa va resistir totes les pressions i va convertir l’esposa d’Antíoc i altres dones del cercle pagà. Fins i tot la dona encarregada de portar-la a l’idolatria es va convertir al cristianisme. Juntes, van començar a evangelitzar en secret, afrontant el perill constant de la persecució.

Imatge devocional no oficial de Santa Melissa amb els seus atributs, agenollada en devoció davant del tron on estan asseguts la Verge Maria i el Nen Jesús.

En assabentar-se de la conversió de la seva esposa, Antíoc es va enfurismar i va ordenar l’execució d’ambdues. Van ser decapitades, morint com a màrtirs de la fe. Mellissa va afrontar la mort amb fermesa, rebent la corona de la glòria eterna.
Més tard, Acaci, un cristià macedoni, va saber que les restes de Mellissa estaven sense enterrar. Va demanar permís al governador per endur-se-les i enterrar-les amb honor. Antíoc va consentir, sense percebre la seva veritable intenció. Acaci va partir en vaixell amb el cos de la santa, però es va posar malalt i va morir durant el viatge. El vaixell va atracar a l’illa de Lemnos, on els companys van enterrar ambdós junts, segons la seva voluntat.
La memòria de Santa Mellissa i d’Acaci perdura com a exemple de fe, zel i valentia davant la persecució.